# Аравете
А́равете (ест. Aravete alevik) — селище в Естонії, у волості Ярва повіту Ярвамаа.

## Населення
Чисельність населення на 31 грудня 2011 року становила 769 осіб.

## Географія
Поблизу населеного пункту проходить автошлях 5 (Пярну — Раквере — Симеру). Від селища починаються дороги 39 (Тарту — Йиґева — Аравете), 15133 (Кяравете — Аравете), 15145 (Аравете — Ярва-Мадізе), 15202 (Аравете — Аністе) та 15203 (Аравете — Вістла).

## Історія
До 21 жовтня 2017 року селище входило до складу волості Амбла.